# ديفيد إي. دانيال
ديفيد إي. دانيال (بالإنجليزية: David E. Daniel)‏ هو مهندس أمريكي، ولد في 20 ديسمبر 1949 في نيوبورت نيوز في الولايات المتحدة.